# Tham Pum
De Tham Pum (Thai: ถ้ำปุม; ook wel apengrot genoemd) is een grot in Ban Dong in de provincie Chiang Rai. In de grot staat een Boeddhabeeld met een breedte van 46 cm en een hoogte van 32 cm.
In de buurt van de grot bevinden zich een aantal watervallen.